# Vestedatoren
De Vestedatoren is een in 2006 voltooide woontoren in Eindhoven, gelegen aan de Vestdijk/Smalle Haven. Het gebouw wordt vaak geroemd om zijn bijzondere architectuur. Opdrachtgever was vastgoedonderneming Vesteda. Het gebouw toont een sterke gelijkenis met het Flatiron Building in New York, zowel qua hoogte als qua vorm. Dit bouwwerk heeft dezelfde karakteristieke ronde, puntige vorm. Een wezenlijk verschil is echter dat de Vestedatoren een ruitvorm heeft, en het Flatiron Building het slechts met één helft van deze vorm moet doen: een driehoek.
In 2007 werd de Vestedatoren van de ontwerpers van Jo Coenen & Co Architekten BNA Gebouw van het Jaar.

## Foto's

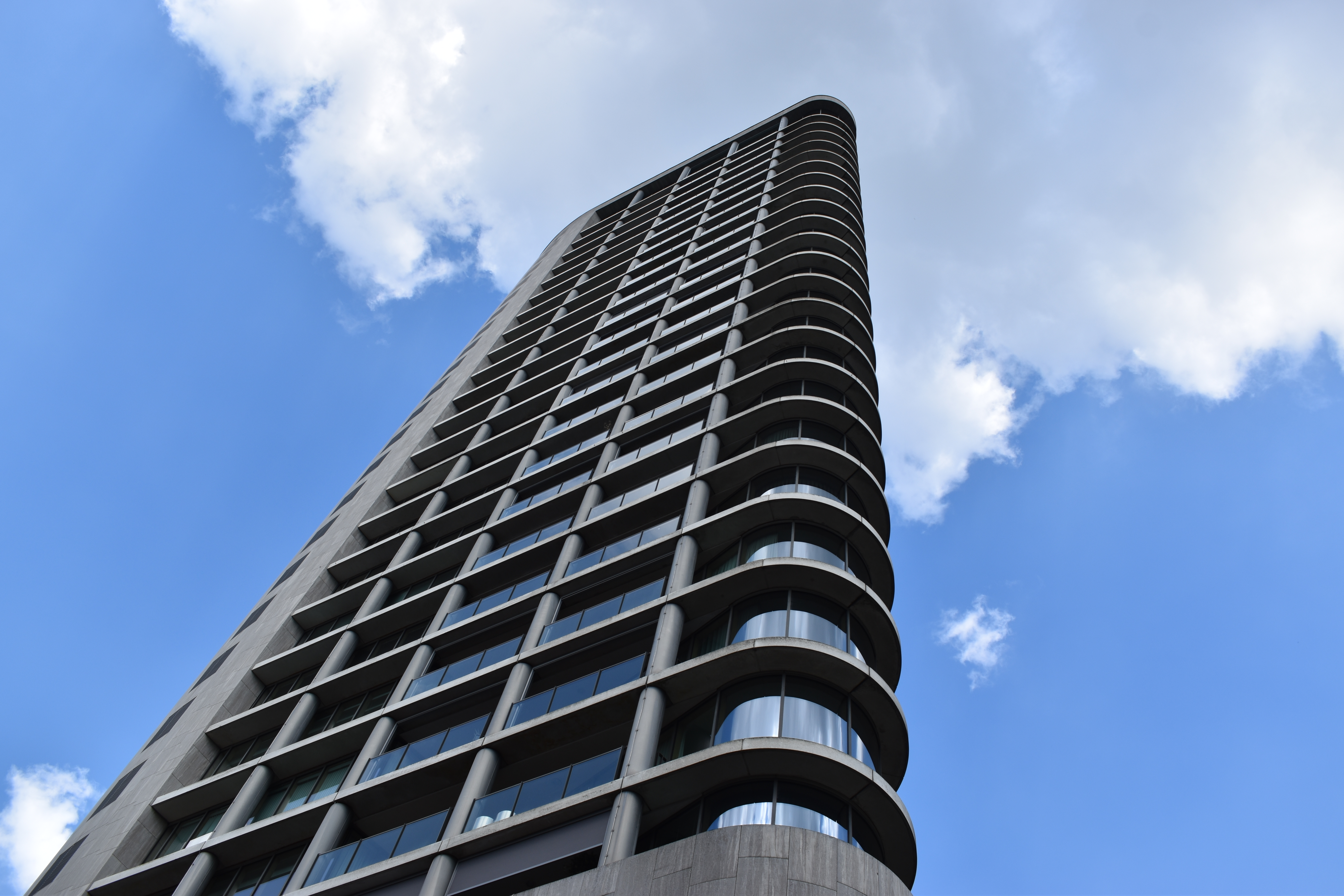
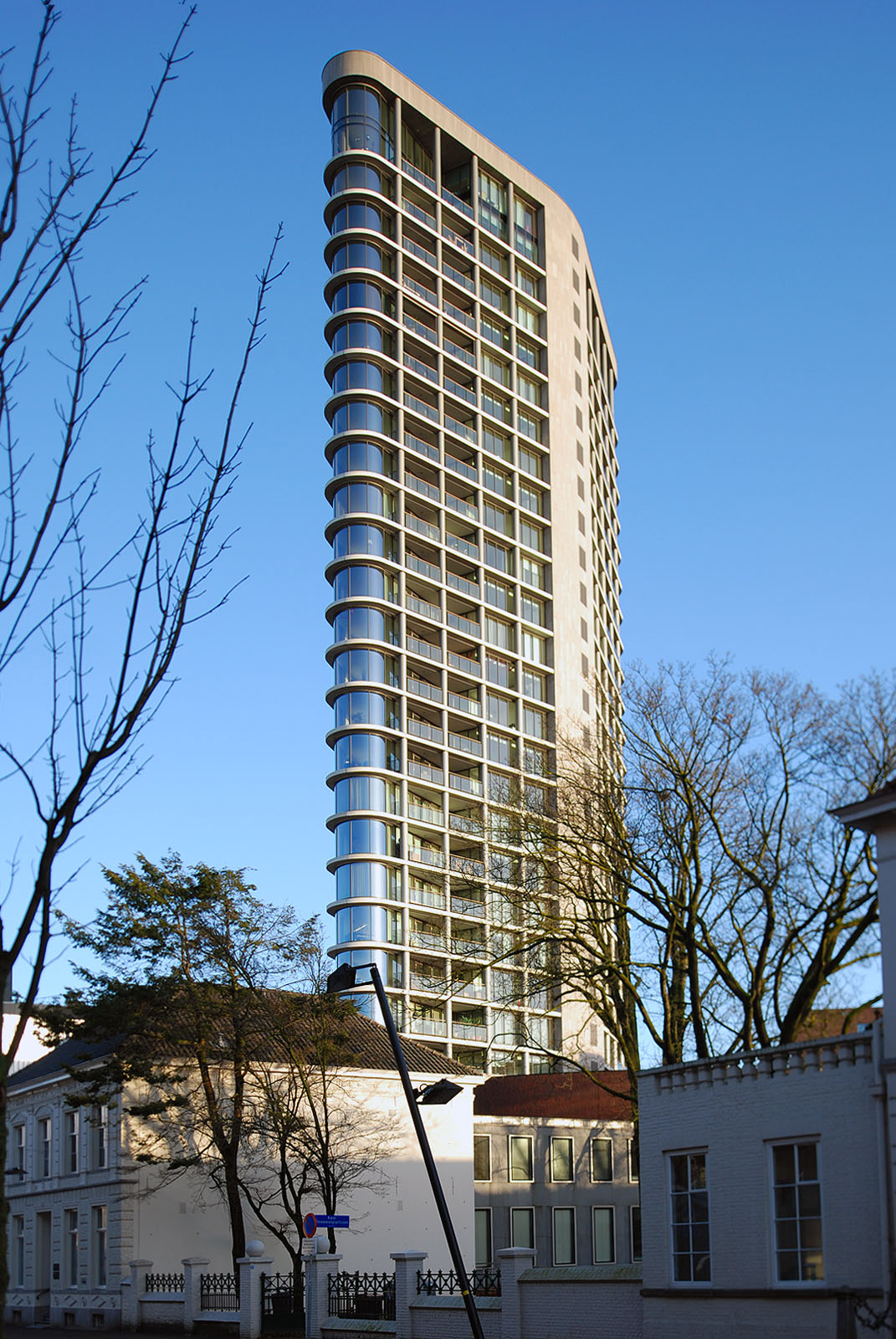
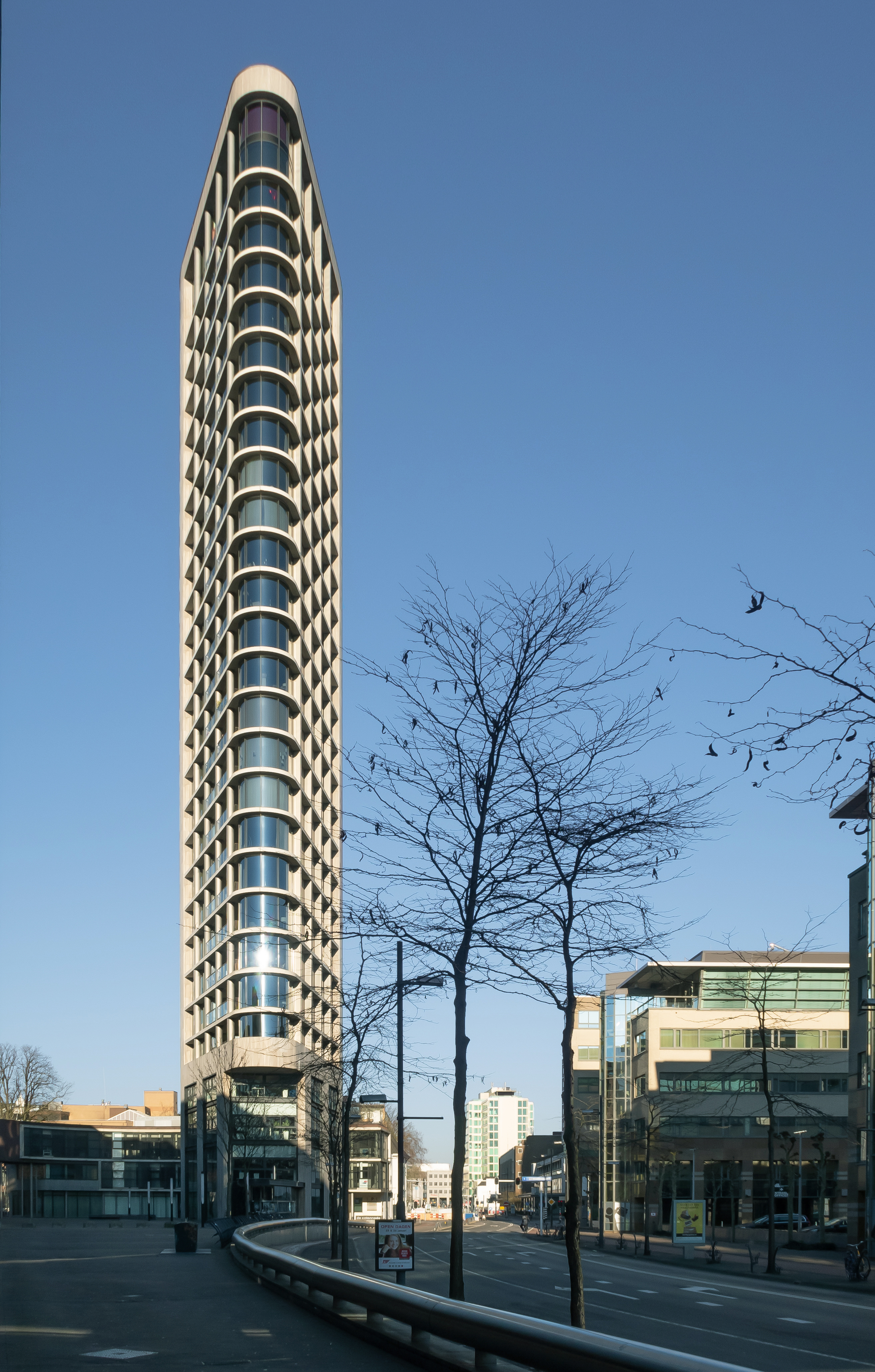
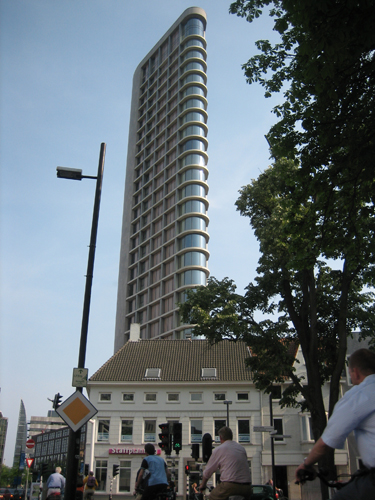
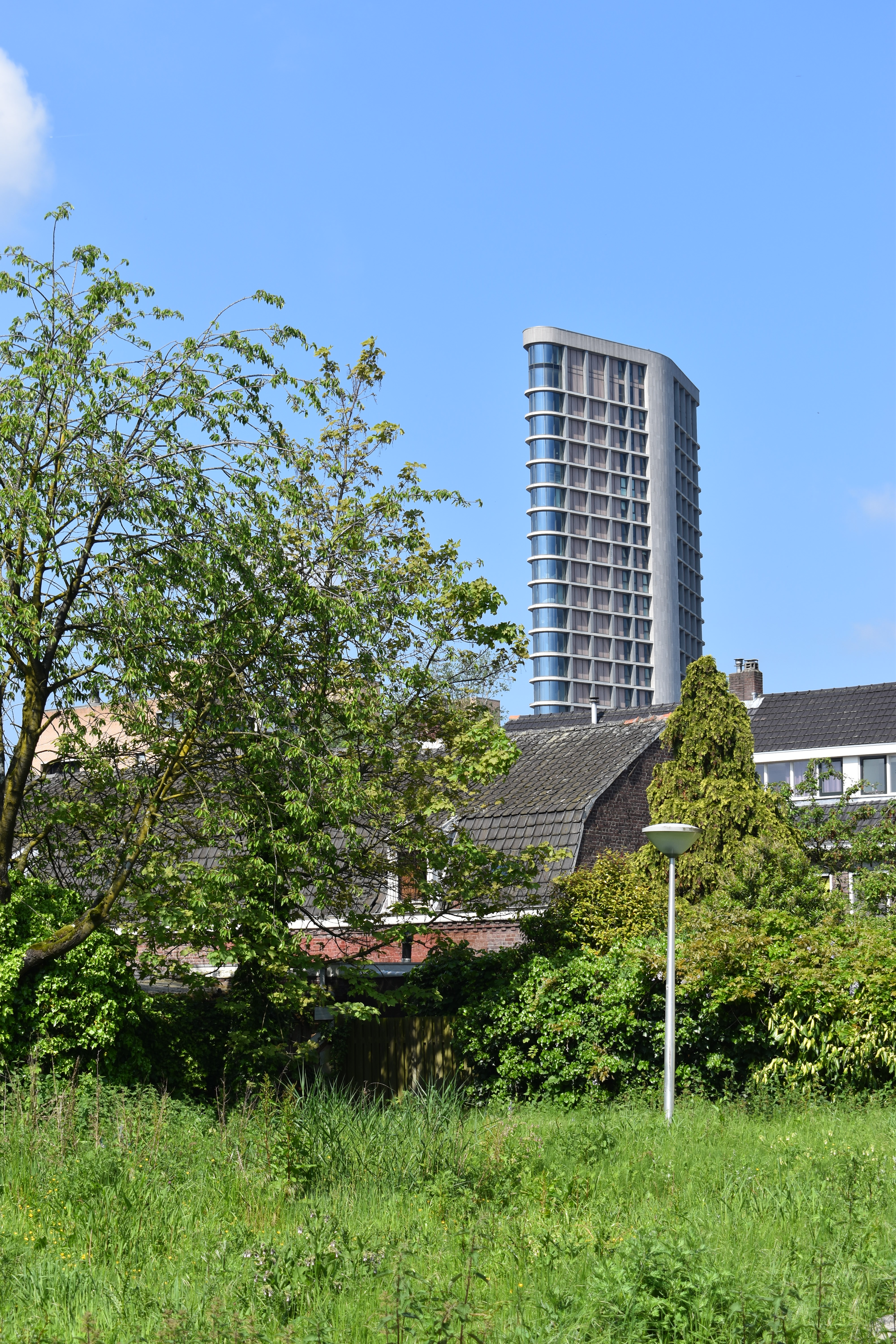
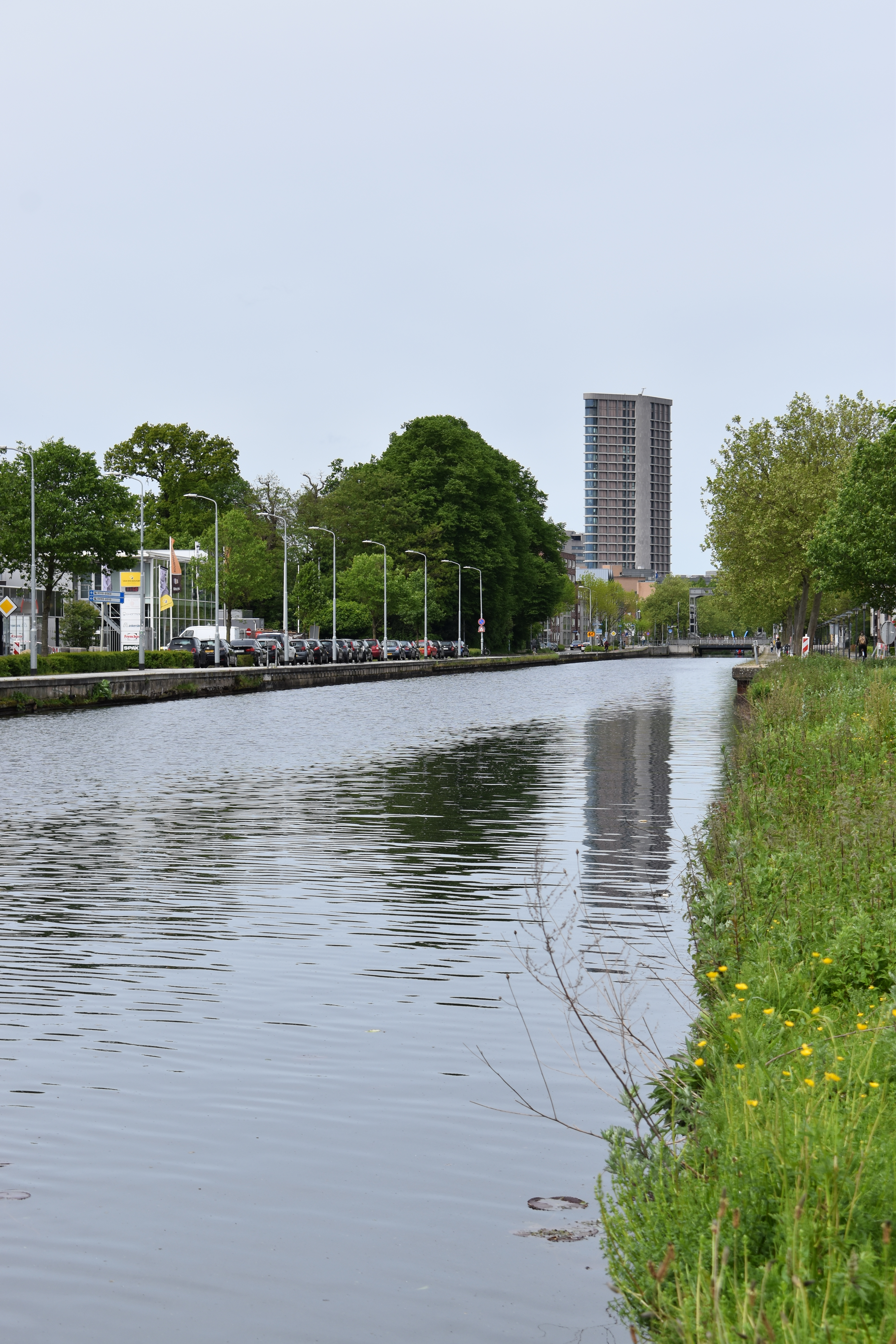

De Admirant · BunkerToren · Eurostaete · Kennedytoren · Lichthoven (The Social Hub) · Lighthouse · Onyx · Porthos · De Regent · Trudo Toren · Vestedatoren